# Rebel·lió de Crazy Snake
La rebel·lió de Crazy Snake, també coneguda com a rebel·lió de Smoked Meat o Guerra de Crazy Snake, fou un incident de 1909 que a vegades es considera una guerra entre els creeks i els colons estatunidencs. No s'ha de confondre amb un conflicte anterior, sense vessament de sang, esdevingut en 1901 que va involucrar a gran part de les mateixes persones. El conflicte consistí només en dues petites escaramusses, i la primera va ser en realitat una lluita entre un grup de marginats afroamericans i un posse format per castigar el suposat robatori d'un tros de carn fumada.

## Rebel·lió

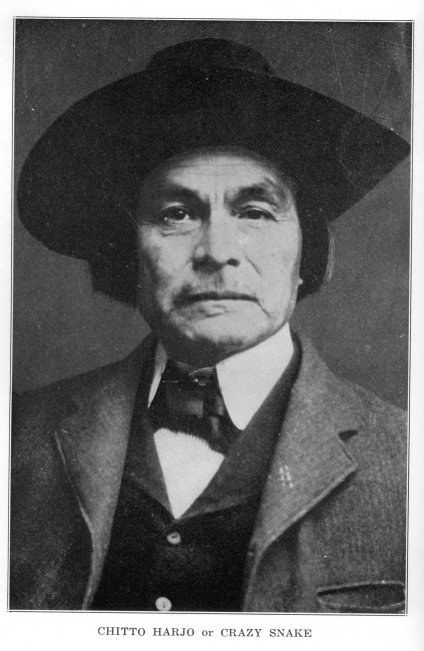
Chitto Harjo, circa 1900.

Crazy Snake és una traducció molt llunyana a l'anglès del nom de Chitto Harjo. Chitto Harjo era un líder de la Societat de les Quatre Mares entre els creek i un oponent obert a la parcel·lació. En 1893 el Congrés va formar la Comissió Dawes per intentar parcel·lar les terres dels creek, choctaws, chickasaws i cherokees. En 1895 el Congrés va autoritzar la topografia del terreny i en 1896 es va aprovar una llei creant registres tribals i trencant la terra. El govern creek va decidir negociar els millors termes que van poder, però en 1898 la Nació Muscogee (Creek) va celebrar una elecció en la qual la parcel·lació va ser rebutjada. En resposta a això, el Congrés va aprovar la Llei de Curtis de 1898, que dissol els governs creek i de les seves tribus veïnes.
En 1900 hi va haver una reunió on Chitto Harjo va ser declarat cap principal dels creek per una reunió en els seus recintes cerimonials, prop de Henryetta, que consideraven els mètodes de Pleasant Porter introduint el sistema de parcel·lació com una violació de la Constitució Creek de 1867. La reunió que va nomenar Harjo també va escollir un segon cap, una legislatura bicameral i va establir un tribunal. Donat de la Nació Creek no existia a la vista del govern estatunidenc la legalitat de l'elecció de Harjo no era pertinent en el moment segons la llei dels Estats Units. Els seguidors d'Harjo organitzaren un grup anomenat el Far per servir com a força policial per fer valer el seu punt de vista de la llei. Es va al·legar que aquest grup assotava a alguns homes per acceptar la parcel·lació, però això és discutit per altres escriptors.
Les activitats contra la parcel·lació d'el Far va causar que fos cridat el 8è de Cavalleria i que diversos seguidors de Harjo fossin arrestats. El 1907 Oklahoma havia introduït les lleis Jim Crow similars a les des la veïnes Arkansas i Texas. Com a resultat d'aquestes mesures molts afroamericans s'enfrontaren restriccions a la seva residència. Un grup d'afroamericans que podien haver estat "lliberts creek", és a dir, descendents d'esclaus dels creeks, es van donar cita en terres cerimonials de Harjo. El juliol del 1908, un gran nombre d'afroamericans, alguns dels quals eren lliberts creek, s'havien reunit a Old Hickory, el lloc on Harjo i els seus companys van posar en marxa el govern Creek.
Al març de 1909, durant la reunió anual dels tradicionalistes creek hi va haver una denúncia que un d'ells o dels seus aliats afroamericans havien robat una mica de carn d'un granger blanc local. Es va enviar dos xèrifs a arrestar algú, però els afroamericans els va allunyar perquè com a auxiliars de la Nació Creek que no reconeixien l'autoritat del comtat local i perquè tenien bones raons per creure que ni un afroamericà ni un amerindi tingrien l'oportunitat d'un judici just, i hi havia la gran probabilitat de ser linxats. L'ajudant del xèrif organitzà una colla per fer complir l'arrest per la carn fumada robada. En la batussa un home afroamericà va morir i quaranta-dos altres afroamericans van ser arrestats.
Un segon enfrontament va tenir lloc el 27 de març, quan un escamot del comtat de McIntosh va intentar detenir Chitto Harjo, que estava tancat a la seva cabana prop de Hickory Ground amb alguns homes. Al vespre, la colla s'acostà a la cabanya quan un dels guardaespatlles de Harjo van obrir foc des d'una finestra, matant dos dels setjadors. Van respondre al foc i un tret va ferir Harjo en una de les seves cames per sobre del genoll. Eventualment els creeks van fugir sota l'empara de la foscor i la mort dels dos estatunidencs van crear un "furor" a Checotah i Henryetta. Una colla més gran va tornar a la cabana i només va trobar una dona. La colla va disparar a la cabana i la va cremar, i la dona a fugir cap al bosc. Després de la segona escaramussa, grups de vigilantes recorrien els voltants saquejant granges de serps a la recerca de Harjo. El governador Charles N. Haskell va cridar les milícies de l'estat. El Primer Regiment de la Guàrdia Nacional d'Oklahoma ocupà Hickory Ground amb 200 homes i ràpidament restaurà l'ordre. Harjo mai va ser capturat, tot i que probablement va morir a l'abril de 1911, ja fos en territori choctaw o a Mèxic.